# Porte d'Occident (Charroux)
La porte d'Occident, appelée aussi porte de l'Horloge ou Beffroi, est une porte de ville située sur la commune de Charroux, dans le département de l'Allier, en France.

## Localisation
La porte d'Occident est située à l'extrémité ouest de la rue principale.

## Description
La porte d’Occident est l'une des quatre portes de ville que comptait l’enceinte intérieure médiévale de la cité de Charroux. Elle se trouvait à l'angle sud-ouest.
Elle a la forme d’une tour carrée, d'abord crénelée avant d’être recouverte d’un toit de tuiles plates à quatre pans. Elle est surmontée d’un clocheton octogonal qui rappelle celui de l’église. Le passage de la porte se fait sous un arc en plein cintre et une petite fenêtre qui servait de point de surveillance est disposée au sommet de la tour, sous le toit. L’horloge de la ville est placée au-dessus de cette ouverture.

## Historique
La porte d’Occident a été construite vers le XIIIe siècle. De porte de ville, elle devient beffroi, symbole des libertés communales, vers le XVIe siècle ; elle se couvre alors d’un clocher et est munie d’une horloge. 
L'édifice est inscrit au titre des monuments historiques en 1929.